# Tactics Ogre: Let Us Cling Together
Tactics Ogre: Let Us Cling Together (タクティクスオウガ, Takutikusu Ōga) est un tactical RPG développé par Quest et sorti en 1995 sur Super Nintendo puis porté sur PlayStation, Saturn et console virtuelle de la Wii. Il est aujourd'hui reconnu comme le 7e jeu vidéo préféré des lecteurs du célèbre magazine de jeux vidéo Famitsu en 2006.
En 2010, Square Enix réédite le jeu sur la PlayStation Portable de Sony, en introduisant de nombreuses nouveautés.
Comme sur le premier volet du jeu (ogre battle) le nom est tiré d'une chanson de Queen présente sur le 5ème album, A Day At The Races

## Histoire
Les îles de Valeria, joyaux de la mer d'Obero, ont toujours été au cœur du commerce naval. Au cours de leur histoire, elles ont ainsi été le théâtre de conflits incessants pour la domination de leurs rivages. 
Un homme parvint pourtant à mettre fin à la guerre : Dorgalua Oberyth, le roi-dynaste. Dorgalua rallia les divers peuples des îles à sa cause et permit à Valeria de prospérer pendant près d'un demi-siècle.
Après sa mort, trois clans émergèrent et cherchèrent à prendre le pouvoir : les aristocrates Bakram, les riches Galgastani, et les peu nombreux mais audacieux Walister. Valeria était une nouvelle fois au bord d'une guerre sanglante...
Les Bakram et les Galgastani se partagèrent rapidement les îles, instaurant une trêve fragile... mais peu sont ceux qui espèrent la voir durer.
Après l'enlèvement de son père lors d'une attaque de chevaliers noir, le jeune Denam Pavel a rejoint la résistance de Walister. Il combat à présent les Bakram et les Galgastani au côté de sa sœur Catiua et de son ami Vyce Bozeck.

## Système de jeu
Dans Tactics Ogre, vous devrez diriger vos unités sur le champ de bataille et utiliser avec stratégie le système de classes, d'armes, de sorts et de compétences pour vaincre vos ennemis.